# Großkrotzenburg
Großkrotzenburg – gmina w Niemczech, w kraju związkowym Hesja, w rejencji Darmstadt, w powiecie Main-Kinzig.

## Współpraca
Miejscowości partnerskie:
- Achères, Francja
- Oederan, Saksonia
- Torsby, Szwecja